# 왕룡
왕룡(王龍, 본명: 김성용, 1960년 1월 13일 ~ )은 대한민국의 배우 및 영화감독이다. 만화주제가를 불렀다는 기록들이 있지만 근거없는 소문이다.

## 영화 작품

### 출연
- 1971년 용호투금강
- 1978년 소림사 십대장문
- 1979년 무림대협
- 1980년 요사권
- 1981년 대형출도
- 1981년 소림사 주방장
- 1982년 무림사부대행
- 1982년 무림 걸식도사
- 1983년 돌아온 소림사 주방장
- 1986년 외계에서 온 우뢰매 2 - 강우 역

### 감독
- 1990년 경찰+칠득이와 너털도사
- 1994년 북두의권

### 무술감독
- 1986년 외계에서 온 우뢰매

### 특수효과
- 1986년 외계에서 온 우뢰매 2
- 1987년 외계에서 온 우뢰매 전격 쓰리 작전
- 1987년 우뢰매 4탄 썬더V 출동
- 1988년 슈퍼 홍길동
- 1989년 영구와 땡칠이
- 1990년 슈퍼맨 일지매